# 169th Street
169th Street – stacja metra nowojorskiego, na linii F. Znajduje się w dzielnicy Queens, w Nowym Jorku i zlokalizowana jest pomiędzy stacjami Jamaica – 179th Street Parsons Boulevard. Została otwarta 24 kwietnia 1937.